# Rhythm of Time
Rhythm of Time is een album van keyboardspeler Jordan Rudess opgenomen en uitgebracht in 2004.
Omdat Rudess het album wilde opnemen en afronden voor hij op tournee ging met Dream Theater in 2004 zonderde hij zich 2 weken af. Hij had alleen contact met zijn familie en zijn persoonlijk assistent.

De eerste uitgave van dit album in de Verenigde Staten bevatte een sectie met multimediamateriaal. Hieronder opnamen van Rudess die de nummers inzong die op het album door Kip Winger werden gezongen en een "Making of" van het album.

## Nummers
Alle nummers zijn gecomponeerd door Jordan Rudess.
1. Time Crunch – 6:30
2. Screaming Head – 7:22
3. Insects Among Us – 9:36
4. Beyond Tomorrow – 9:59
5. Bar Hopping With Mr. Picky – 4:39
6. What Four – 6:53
7. Ra – 7:56
8. Tear Before the Rain – 6:36

## Muzikanten
- Jordan Rudess - Keyboards
- Greg Howe - Gitaar (4, 6)
- Joe Satriani - Gitaar (2, 3)
- Steve Morse - Gitaar (5)
- Vinnie Moore - Gitaar (1, 7)
- Daniel Jakubovic - Gitaar (4)
- Dave LaRue - Basgitaar
- Rod Morgenstein - Drums
- Kip Winger - Zang (4, 8)